# أوساسو
أوساسو هي كومونا (بلدية) في مدينة تورينو الحضرية في المنطقة الإيطالية بيدمونت، وتقع حوالي 25 كيلو متر جنوب تورينو.
تقع أوساسو على حدود البلديات التالية: كاستانول بيمونت، Virle Piemonte، كارينانو، بانكاليري وLombriasco.